# 쉘터 (2010년 영화)
《쉘터》(영어: Shelter)는 2010년 공개된 미국의 공포 스릴러 영화이다. 미국에서는 2013년 3월 1일 《6 Souls》라는 제목 하에 주문형 비디오 형태로 공개된 후 4월 5일 제한 개봉되었다.

## 출연진

### 주연
- 줄리앤 무어
- 조너선 리스 마이어스

### 조연
- 제프리 더먼
- 프랜시스 콘로이
- 네이트 코드리
- 브루클린 프루
- 브라이언 앤서니 윌슨
- 줄스 실베스터

## 제작진
- 공동제작: 빌 배너먼
- 미술: 팀 갤빈
- 의상: 루카 모스카
- 제작보조: 제프리 케즈윈
- 제작보조: 밴스 오언
- 제작보조: 퍼난도 로우저
- 세트: 리베카 브라운
- 배역: 다이앤 히어리
- 배역: 제이슨 로프터스

## 같이 보기
- 해리성 정체성 장애